# Bagrentsi
Bagrentsi (bulgariska: Багренци) är ett distrikt i Bulgarien.   Det ligger i kommunen obsjtina Kjustendil och regionen Kjustendil, i den västra delen av landet, 70 kilometer sydväst om huvudstaden Sofia.
Trakten runt Bagrentsi består i huvudsak av gräsmarker. Runt Bagrentsi är det glesbefolkat, med 8 invånare per kvadratkilometer.